# Zenon Grocholewski
Zenon Grocholewski (Bródki, 11. listopada 1939. – Rim 17. kolovoza 2020.), bio je poljski rimokatolički kardinal i pročelnik emeritus Kongregacije za katolički odgoj.

## Životopis
Rodio se 11. listopada 1939. godine u Bródkiju u Poljskoj u obitelji Stanislawa i Józefe (rođ. Stawińska). Na Nadbiskupskom sjemeništu Poznańu završava studije filozofije i teologije. Za svećenika je zaređen 27. svibnja 1963. godine. Godine 1968. stječe diplomu iz kanonskog prava na Papinskom sveučilištu Gregoriana. Četiri godine poslije doktorira na kanonskom pravu. 21. prosinca 1982. imenovan je naslovnim biskupom, a biskupsku posvetu dobio je 6. siječnja 1983. Grocholewski je unaprijeđen u čin nadbiskupa 16. prosinca 1991.
15. studenoga 1999. papa Ivan Pavao II. ga pročelnikom Kongregacije za katolički odgoj te velikim kacelarom Papinskog sveučilišta Gregoriana. Grocholewski je zaređen za kardinala-prezbitera tijekom konzistorija 21. veljače 2001. Bio je jedan od kardinala birača koji su sudjelovali na konklavi 2005. i 2013. godine. Dana 31. ožujka 2015. godine, papa Franjo imenovao je kardinala Giuseppea Versaldija kao nasljednika Grocholewskija kao pročelnika Kongregacije za katolički odgoj.
Važan je njegov doprinos u izradbi Zakonika kanonskoga prava Katoličke Crkve iz 1983. godine. Objavio je razne knjige, te preko 550 različitih članaka. Uz rodni poljski, govori i latinski, talijanski, francuski, španjolski i engleski. Za svoje geslo ima On se mora uvećati (lat. Illum oportet crescere).

## Nagrade i odlikovanja
Kardinal Grocholewski je dobio više od 20 počasnih doktorata, više titula počasnog građanina te brojna državnička odlikovanja.
- Veliki križ reda zasluga za Čile (2003.)
- Odlikovanje za posebne zasluge 'Veliki križ' (2005.)
- Medalja 'Polonia semper fidelis' (2009.)
- Francusko odlikovanje Ordre des Palmes Académiques, Commandeur (2009.)

## Vanjske poveznice

### Sestrinski projekti
|  | Zajednički poslužitelj ima još gradiva o temi Zenon Grocholewski |

### Mrežna sjedišta
- [neaktivna poveznica] (engl.)